# Parrocchie della diocesi di Massa Marittima-Piombino

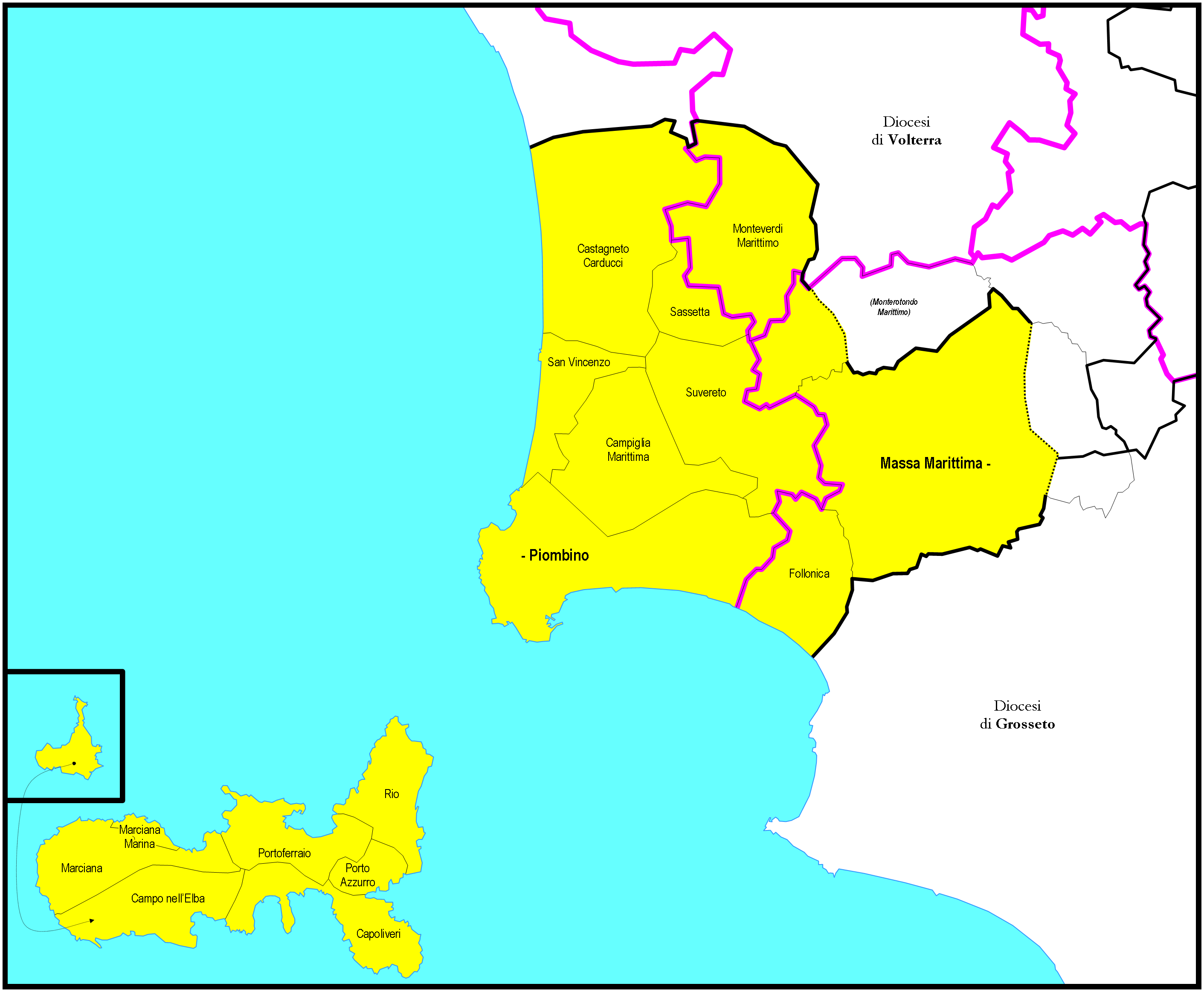
Il territorio della diocesi

Le parrocchie della diocesi di Massa Marittima-Piombino sono 53 e sono suddivise in 4 vicariati.
La diocesi di Massa Marittima-Piombino comprende parti delle province di Livorno, Pisa e Grosseto e fa parte della regione ecclesiastica Toscana.

## Vicariati

### Vicariato di Campiglia e Castagneto Carducci
Comprende 17 parrocchie nei comuni di Campiglia Marittima, Castagneto Carducci, Piombino, San Vincenzo, Sassetta e Suvereto, in provincia di Livorno, Monterotondo Marittimo, in provincia di Grosseto, e Monteverdi Marittimo, in provincia di Pisa.
| Località                                            | Parrocchia                      |
| --------------------------------------------------- | ------------------------------- |
| Campiglia Marittima                                 | San Lorenzo Martire             |
| Campiglia Marittima                                 | Santa Caterina da Siena         |
| Venturina Terme (Campiglia Marittima)               | Sacra Famiglia                  |
| Venturina Terme (Campiglia Marittima)               | San Francesco d'Assisi          |
| Castagneto Carducci                                 | San Lorenzo Martire             |
| Bolgheri (Castagneto Carducci)                      | Santi Jacopo e Cristoforo       |
| Donoratico (Castagneto Carducci)                    | San Bernardo Abate              |
| Marina di Castagneto Carducci (Castagneto Carducci) | Santa Maria Assunta             |
| Riotorto (Piombino)                                 | Sant'Antonio Abate              |
| San Vincenzo                                        | San Vincenzo Ferreri            |
| San Vincenzo                                        | Sant'Alfonso Maria de' Liguori  |
| San Carlo (San Vincenzo)                            | Santa Barbara Vergine e Martire |
| Sassetta                                            | Sant'Andrea Apostolo            |
| Suvereto                                            | San Giusto Vescovo              |
| Frassine (Monterotondo Marittimo)                   | Santa Maria Assunta             |
| Monteverdi Marittimo                                | Sant'Andrea Apostolo            |
| Canneto (Monteverdi Marittimo)                      | San Lorenzo Martire             |

### Vicariato dell'Isola d'Elba
Comprende 19 parrocchie nei comuni di Campo nell'Elba, Capoliveri, Marciana, Marciana Marina, Porto Azzurro, Portoferraio e Rio, in provincia di Livorno.
| Località                               | Parrocchia                                   |
| -------------------------------------- | -------------------------------------------- |
| Marina di Campo (Campo nell'Elba)      | San Gaetano                                  |
| Pianosa (Campo nell'Elba)              | San Gaudenzio                                |
| Seccheto (Campo nell'Elba)             | Stella Maris                                 |
| San Piero in Campo (Campo nell'Elba)   | Santi Pietro e Paolo                         |
| Sant'Ilario in Campo (Campo nell'Elba) | Sant'Ilario Vescovo                          |
| Capoliveri                             | Santa Maria Assunta                          |
| Marciana                               | San Cerbone Vescovo                          |
| Marciana                               | Santa Caterina Vergine e Martire             |
| Poggio (Marciana)                      | San Nicolò Vescovo                           |
| Pomonte (Marciana)                     | Santa Lucia Vergine e Martire                |
| Procchio (Marciana)                    | Cuore Immacolato di Maria e San Filippo Neri |
| Marciana Marina                        | Santa Chiara d'Assisi                        |
| Porto Azzurro                          | San Giacomo Apostolo                         |
| Portoferraio                           | Natività Beata Vergine Maria                 |
| Portoferraio                           | San Giuseppe                                 |
| Magazzini (Portoferraio)               | Santo Stefano Protomartire                   |
| Cavo (Rio)                             | San Giuseppe                                 |
| Rio Marina (Rio)                       | Santa Barbara Vergine e Martire              |
| Rio nell'Elba (Rio)                    | Santi Giacomo Apostolo e Quirico Martire     |

### Vicariato di Massa Marittima e Follonica
Comprende 8 parrocchie nei comuni di Massa Marittima e Follonica, in provincia di Grosseto.
| Località                     | Parrocchia                      |
| ---------------------------- | ------------------------------- |
| Massa Marittima              | San Cerbone Vescovo             |
| Massa Marittima              | San Pietro all'Orto             |
| Niccioleta (Massa Marittima) | Santa Barbara Vergine e Martire |
| Valpiana (Massa Marittima)   | Nostro Signore Gesù Cristo Re   |
| Follonica                    | Nostra Signora di Lourdes       |
| Follonica                    | San Leopoldo                    |
| Follonica                    | San Paolo della Croce           |
| Follonica                    | Santi Pietro e Paolo            |

### Vicariato di Piombino
Comprende 9 parrocchie nei comuni di Piombino e Populonia, in provincia di Livorno.
| Località                   | Parrocchia                          |
| -------------------------- | ----------------------------------- |
| Piombino                   | Sant'Antimo Martire                 |
| Piombino                   | Immacolata Concezione e San Cerbone |
| Piombino                   | Sacro Cuore di Gesù                 |
| Ghiaccioni (Piombino)      | Madonna di Montenero                |
| Montemazzano (Piombino)    | San Bernardino da Siena             |
| Salivoli (Piombino)        | San Giuseppe Artigiano              |
| Desco/Perticale (Piombino) | Santa Maria della Neve              |
| Cotone (Piombino)          | Vergine Santissima del Rosario      |
| Populonia                  | Santa Croce                         |